# Мартас-Винъярд
Ма́ртас-Ви́нъярд (англ. Martha’s Vineyard, что переводится как «виноградник Марты») — остров в 6 км от мыса Кейп-Код на юго-востоке американского штата Массачусетс. Длина 32 км, ширина от 3 до 16 км, высота до 95 метров. Относится к округу Дьюкс.

## История
Мимо острова, вероятно, проплывали все первые исследователи побережья Новой Англии. Первое документальное свидетельство об острове датируется 1602 годом и принадлежит британским мореходам Бартоломью Госнольду и Габриэлю Арчеру, которые назвали остров в честь умершей в детстве дочери Госнольда, Марты (впрочем, тёща мореплавателя носила то же имя).
Колонизация острова началась в 1642 году под руководством Томаса Мэйхью, который годом ранее выкупил Мартас-Винъярд вместе с близлежащим Нантакетом у Плимутской колонии. До 1692 года остров относился к провинции Нью-Йорк.
Коренные жители — индейцы вампаноаги — были вытеснены на юго-западную оконечность острова. В 1642 году их численность составляла примерно 3000 человек, к 1764 году она упала до 313.
С начала XVIII века на острове распространён особый местный жестовый язык, облегчавший общение между глухими и нормально слышащими жителями.
В 1671 году на восточном побережье был основан город Эдгартаун, ставший крупнейшим центром переработки китового жира. К началу XIX века всё островное хозяйство было ориентировано на китобойный промысел. В 1799 году был возведён маяк, ныне входящий в перечень исторических памятников США.

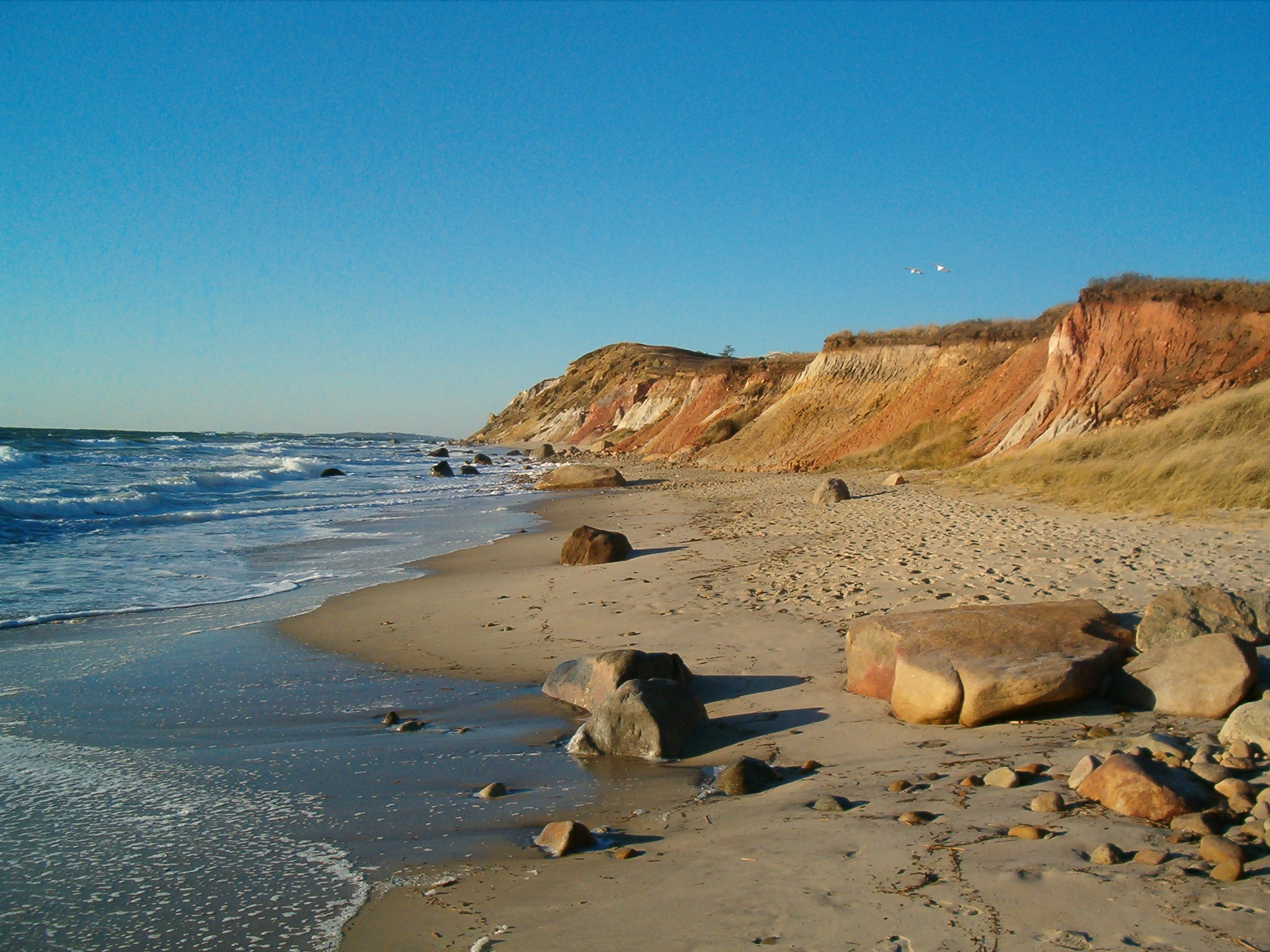
На взморье

В XX веке Мартас-Винъярд, сохраняя необычный для этой части США патриархальный уклад и нетронутую природу, стал излюбленным местом отдыха ньюйоркцев и бостонцев. Если постоянное население острова составляет около 15 тыс. человек, то летом оно увеличивается до 75 тыс. Примерно 56 % из 14 621 домов на острове обитаемы только летом.
Помимо голливудских знаменитостей, на острове обосновались семья Кеннеди и чета Клинтонов.
В 1969 году Мартас-Винъярд попал в новости в связи с тем, что автомобиль, управляемый сенатором Эдвардом Кеннеди, упал в канал на полуострове Чаппакуиддик (тогда считавшимся отдельным островом), в результате чего погибла спутница Кеннеди Мэри Джо Копечне. В 1999 году при аварии частного самолёта у берегов острова погиб Джон Кеннеди-младший (сын президента) с женой.
В 1974 году остров выступал в качестве съёмочной площадки — вымышленного острова Эмити (Amity Island) — при съёмках знаменитого кинофильма Стивена Спилберга «Челюсти». Именно на пляжах Винъярда снимались сцены нападения акулы, а также отправление лодки Квинта «Орка» на охоту за морским хищником.
В 1977 году из-за потери постоянного места в Верховном суде штата жители Мартас-Винъярд рассматривали возможность отделиться от Массачусетса. Вермонт и Гавайи предложили острову войти в их состав, также можно было стать отдельной территорией или образовать 51-й штат США. Хотя отделение было признано нецелесообразным, флаг сепаратистов (голубая чайка над оранжевым диском на голубом фоне) доныне можно видеть на острове.
В 1982 году на кладбище Abel’s Hill в Чилмарке был похоронен умерший в Лос-Анджелесе от передозировки комедийный актёр Джон Белуши. Он часто бывал на острове, и его семья сочла Мартас-Винъярд подходящим для его захоронения. Могила его часто посещается, но как раз из-за этого и опасения вандализма тело актера перезахоронено где-то поблизости.
В 2011 году на острове проводил отпуск с семьёй президент США Барак Обама, здесь 23 августа его застигло мощное землетрясение.
В декабре 2019 года стало известно, что бывший президент Барак Обама приобрёл на Мартас-Винъярд поместье. Продавцом выступил магнат, владелец баскетбольного клуба Boston Celtics Вик Гроусбек и его бывшая супруга. Сумма сделки составила 11,75 млн долларов.
14 сентября 2022 года губернатор Флориды Рон ДеСантис не согласный с политикой Демократической партии США по миграции отправил из Сан-Антонио два самолёта с мигрантами на Мартас-Винъярд в знак протеста — данные действия вызвали негодование в обществе, так как остров считается местом проживания богатой либеральной элиты.

## Транспорт
Добраться до острова можно на пароме или на самолёте через аэропорт Мартас-Винъярд.

## Соседние острова
- Нантакет
- Номанс-Ленд
- Острова Элизабет